# Strowijn

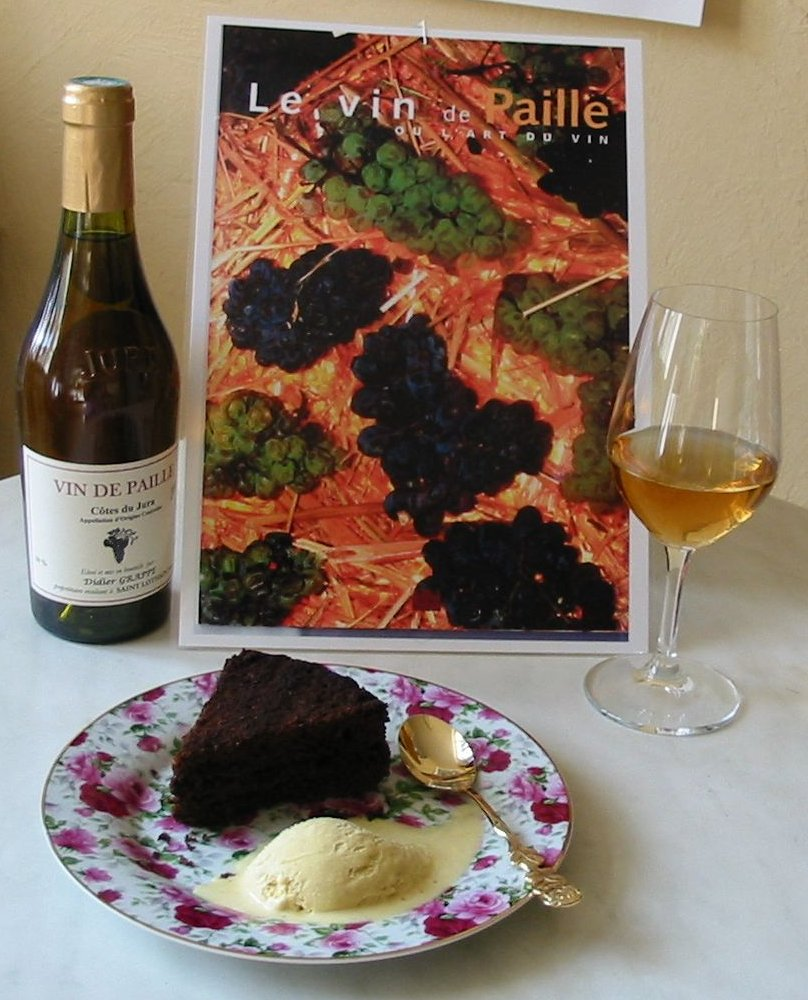
Vin de Paille

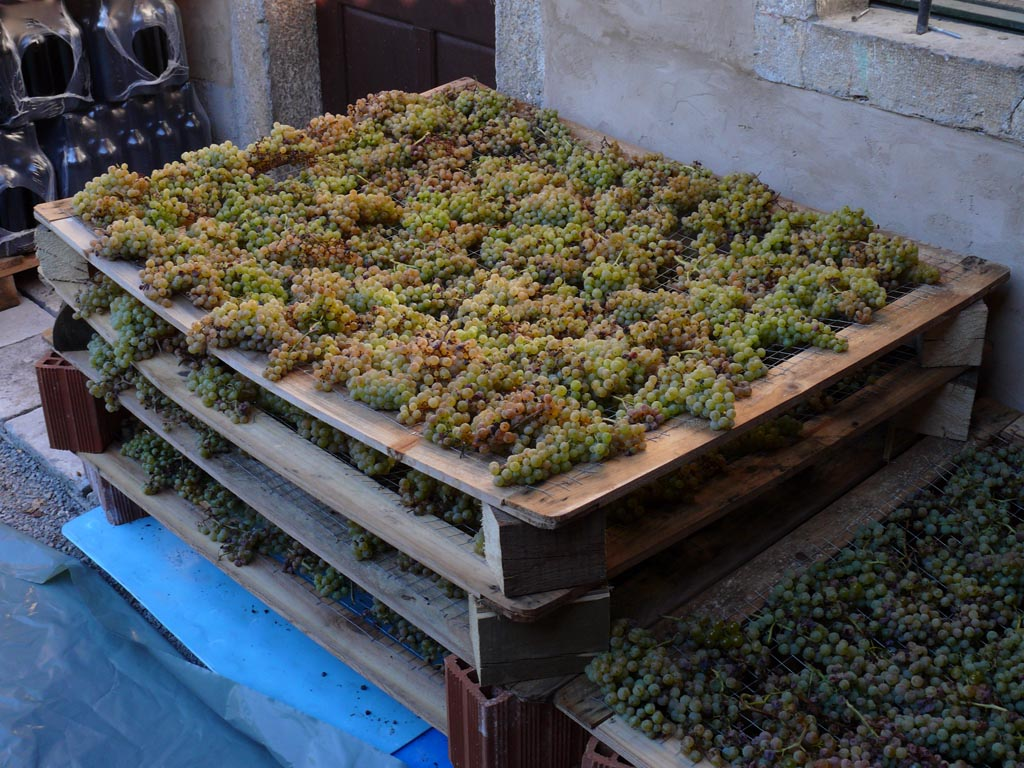
Druiven die gedroogd worden.

Strowijn (Frans: vin de paille) is een type wijn die gemaakt wordt van gedroogde druiven. Vaak worden de druiven op stro gedroogd, vandaar de naam strowijn. Dit levert sap op met een hoger suikergehalte. Tijdens de wijnbereiding ontstaat hierdoor wijn met een alcoholpercentage van 14 of hoger.
Vanwege de sterkte wordt deze wijn doorgaans niet bij hoofdgerechten gedronken, maar als aperitief, bij het nagerecht of natafelen.
De wijn gaat goed samen met notenkaas, taart, en chocola.
Strowijn is in de Franse wijnstreek Jura bekend als vin de paille. In Italië worden op deze wijze verschillende dessertwijnen geproduceerd zoals de Vin santo, de Montefalco Sagrantino Passito en de Amarone della Valpolicella. Uit Spanje komt de Pedro Ximénez.
Ook in Griekenland, Oostenrijk, Kroatië en de Verenigde Staten worden strowijnen geproduceerd. In Duitsland was de productie van deze wijn door het Weingesetz sinds 1971 verboden, maar dit verbod is sinds 1 augustus 2009 weer opgeheven in het kader van de EU-regeling voor de wijnmarkt.